# 新疆职业大学
43°54′05″N 87°32′05″E / 43.90139°N 87.53469°E
新疆职业大学是位于中国新疆维吾尔自治区乌鲁木齐市的一所普通大专院校。它建立于1962年。

## 教学
学校包括14个学院：数字商贸学院、艺术与传播学院、教育科学学院、外国语言学院、智能制造学院、信息技术学院、旅游学院、烹饪与餐饮管理学院、水利工程学院、电力学院、智慧交通学院、公共管理学院、马克思主义学院、继续教育学院。